# 進歩党 (アイスランド)
進歩党（しんぽとう、Framsóknarflokkurinn）は、アイスランドの農民政党、リベラル政党。1916年結成。彼ら自身によるイデオロギーの位置付けは改革リベラル（Reform liberalism）である。自由主義インターナショナル加盟政党。最大の支持基盤は農民や漁師である。また農業や漁業を護持するための環境保護政党としての側面も持つ。アメリカ軍基地問題においては、それが環境汚染の原因になるという理由から、否定的な態度を取ることがある。他党のジュニアパートナーとして政権に参加することが多く、その90年の歴史の中で、少なくとも60年間は政権に参加した。また首相を輩出することも多く、独立以後に限って数えても3分の1が進歩党政権である。
2021年議会選挙では13議席を獲得し第2党となった。